# The End of the F***ing World
The End of the F***ing World es una serie de televisión británica de comedia dramática oscura, basado en la novela gráfica The End of the Fucking World por Charles S. Forsman. La primera parte constó de ocho episodios y se estrenó en Channel 4 en el Reino Unido el 24 de octubre de 2017, después la temporada completa se estrenó en All 4. The End of the F***ing World fue lanzado exclusivamente por Netflix a nivel internacional el 5 de enero de 2018. El 8 de octubre de 2019, Netflix anunció la fecha de la segunda temporada que estuvo disponible desde el 5 de noviembre de 2019 y consta también de un total de 8 episodios.

## Trama
La serie sigue a James, que es un chico que se define a sí mismo como psicópata, quien conoce a Alyssa, una chica que en palabras de ella, «odia a todo el mundo». Tanto James como Alyssa van al mismo instituto y tienen una vida aparentemente infeliz. Alyssa conoce a James tras discutir con sus amigas, ya que una de ellas le habla por el teléfono móvil estando sentada frente a ella y comiendo juntas; esto molestó mucho a Alyssa por lo que rompe su teléfono y se marcha, en ese momento se para frente a James, ya que se había fijado en él antes, y decide hablarle. Ambos se marchan del instituto juntos y empiezan una relación de aparente noviazgo. La personalidad de James atrae a Alyssa mientras James solo piensa en cómo la mataría. James busca matar a un ser humano, ya había experimentado el asesinato de varios animales y buscaba un placer mayor.
La pareja comienza una relación basada en estar juntos sin más. Deciden tener una cita, en ella James planea matarla con un cuchillo que siempre lleva; quedarían en casa de James. Cuando Alyssa iba a ir a casa de James es retenida por su madre que le pide que haga de camarera en una fiesta que tienen en casa, esto provocará un retraso en su cita con James. Finalmente Alyssa acudirá a su cita tras discutir con su padrastro. Cuando se encuentra con James ella le propone huir del pueblo y empezar a vivir a su manera, James acepta y ambos huyen en el coche del padre de James.
Tras varios acontecimientos, ambos terminan en una casa de campo que aparentemente está desocupada. La pareja se instala en esta casa mientras piensan a dónde ir. Alyssa propone buscar a su padre biológico, que la había abandonado cuando tenía 6 años. Mientras viven en esta casa, Alyssa conoce a un chico con el que buscará tener sexo y lo lleva a la habitación principal, cuando empiezan a enrollarse (referido al acto pre-coito) decide pararlo y echarlo de casa. Ella se queda en la habitación y duerme. Cuando el chico se va, James encuentra unas fotografías y unas cintas de vídeo en las que aparecen mujeres torturadas y maltratadas, y se da cuenta de que el dueño de la casa es un asesino en serie. Después de ver esas cintas siente un poco de repulsión y decide guardarlas, posteriormente vuelve a pensar en cómo matar a Alyssa y decide ir a la habitación a matarla; pero cuando llega se da cuenta de que no quiere hacerle daño ya que la relación que está empezando a tener con ella le recordaba a su madre. James decide tumbarse y quedarse bajo la cama mirando cómo Alyssa duerme sobre él; mientras ocurre esto, el dueño de la casa llega y encuentra dormida a Alyssa pero no ve a James. Alyssa se despierta asustada y el hombre le pregunta que si está sola, a lo que ella responde con un sí. En ese momento el hombre cambiaría su expresión e intentará violarla, mientras forcejean, James aparece como una sombra y clava el cuchillo que llevaba en el cuello del hombre, matándolo instantáneamente. James había salvado a Alyssa.
Tras el asesinato, ambos deciden volver a huir, no sin antes limpiar la casa y dejar junto al cuerpo las cintas y fotografías en las que se inculpaba al muerto de agresiones sexuales. Al marcharse queman su ropa y emprenden otro viaje. A causa de la paranoia que le genera a Alyssa el recordar el asesinato, esta piensa que todo el mundo la vigila y propone un cambio de apariencia. Tras su cambio de aspecto, Alyssa empieza a temer a James por la frialdad con la que actuó y deciden separarse.
James se da cuenta de que no sintió placer al matar a un ser humano y cae en la lógica de que al sentir eso no es un psicópata, por lo que decide entregarse a la policía.
Paralelamente a estos acontecimientos, la madre del asesinado llega a casa y se encuentra con su hijo muerto y las pruebas que lo inculpaban de delitos, ella se deshace de las pruebas y llama a la policía. En este momento aparecen dos agentes de policía, que tienen una relación de amor no resuelta entre ellas. Tras tomar declaraciones al chico que fue echado por Alyssa de su cuarto, tienen en cuenta que tanto James como Alyssa son sospechosos de asesinato. La investigación seguirá en curso mientras que los protagonistas van en busca del padre de Alyssa.
A medida que van viajando, ambos protagonistas se van enamorando; para James Alyssa es el recuerdo de su madre, mientras que para Alyssa James es el protector que nunca tuvo. La pareja llega a casa del padre de Alyssa pero ya no vivía ahí, la actual propietaria les da una dirección donde encontrarlo. Al llegar, Alyssa se reencuentra con su padre, un pseudo anarquista que se gana la vida vendiendo droga. James sospecha de él y le pide a Alyssa marcharse.
En cuanto a la investigación, la policía habla con los padres de los chicos ya que habían encontrado el cuchillo de James en la piscina de la casa del asesinado. Con estas pruebas y un vídeo de un atraco en una gasolinera, deciden ir por ellos, saben que pueden haber ido a buscar al padre de Alyssa. Los agentes de policía tienen una discusión en cuanto a la visión que tienen sobre los adolescentes; para uno son unos chicos que han sufrido mucho y se les debería tratar con delicadeza, para la otra son unos simples asesinos.
Después de una charla con una de las agentes, la madre del asesinado decide entregarle las cintas de vídeo, por lo que se contempla la posibilidad del asesinato en defensa propia.
Tras la emisión del vídeo del atraco en una gasolinera donde se ven implicados James y Alyssa, se ofrece una recompensa por ellos, el padre de Alyssa lo ve y decide tenderles una trampa. James y Alyssa deciden escapar pero el padre de ella los convence para que esperen. James se da cuenta de que les está tendiendo una trampa y ve un teléfono que estaba llamando a la policía mientras hablaban los tres, James toma el teléfono y confiesa el asesinato. En ese momento aparece en escena la agente de policía comprensiva y les dice que se entreguen, que el homicidio involuntario puede beneficiarlos en un juicio. Alyssa entra en una crisis y sujetando una escopeta golpea a la policía y la deja inconsciente y sale con James al exterior de la casa, y deciden huir a la playa en busca del barco viejo de padre de esta, al ver que no lo arrancan y que la policía les está pisando los talones, James decide golpear a Alyssa y huir con el objetivo de que la policía crea que él es el único culpable y no le hagan nada a ella. La escena final se compone de Alyssa llorando y pidiendo a James que vuelva y este corriendo con una escopeta en mano. Se escucha un disparo y acaba la temporada.

## Elenco y personajes

### Principales
- Alex Lawther como James, un chico que se define a sí mismo psicópata, tiene 17 años y es el interés amoroso perturbado de Alyssa.[1]
  - Jack Veal como un joven James
- Jessica Barden como Alyssa, también de 17 años, rebelde e inconformista y el interés amoroso de James.
  - Holly Beechey como una joven Alyssa
- Gemma Whelan como DC Eunice Noon, policía a cargo de la investigación por el asesinato de Clive Koch.
- Wunmi Mosaku como DC Teri Donoghue, compañera de investigación de Eunice Noon
- Steve Oram como Phil, el padre cariñoso de James.
- Christine Bottomley como Gwen, la madre de Alyssa.
- Navin Chowdhry como Tony, el padrastro abusivo de Alyssa.
- Barry Ward como Leslie, el padre biológico de Alyssa, es un traficante de drogas.
- Naomi Ackie como Bonnie, el amor del profesor Clive Koch (temp. 2).

### Recurrentes
- Kierston Wareing como Debbie, la exnovia de Leslie con quien tiene un hijo.
- Geoff Bell como Martin, un hombre de familia y acosador que da un paseo a Alyssa y James.
- Alex Sawyer como Topher, un joven que Alyssa se encuentra e intenta tener sexo.
- Jonathan Aris como Clive Koch, un profesor y acosador sexual.
- Eileen Davies como Flora, la madre de Clive.
- Earl Cave como Frodo, un joven simpático empleado de la gasolinera.
- Alex Beckett como Jonno, uno de los compradores de droga de Leslie.
- Leon Annor como Emil, un imponente guardia de seguridad de una tienda.
- Matt King como DC Eddie Onslow.
- Kelly Harrison como la madre muerta de James.
- Zerina Imsirovic como la niñera de Alyssa.
- Josh Dylan como Todd, novio de Alyssa (temp. 2).
- Alexandria Riley como Leigh, la hermana de Gwen (temp. 2).
- Florence Bell como Iggy (temp. 2).
- Tim Key como Gus (temp. 2).

## Episodios
| Temporada | Temporada | Episodios | Episodios | Emisión original       | Emisión original       |
| Temporada | Temporada | Episodios | Episodios | Primera emisión        | Última emisión         |
| --------- | --------- | --------- | --------- | ---------------------- | ---------------------- |
|           | 1         | 8         | 8         | 24 de octubre de 2017  | 24 de octubre de 2017  |
|           | 2         | 8         | 8         | 4 de noviembre de 2019 | 4 de noviembre de 2019 |

### Temporada 1
| N.º | Título                   | Dirigido por                        | Escrito por    | Fecha de lanzamiento original |
| --- | ------------------------ | ----------------------------------- | -------------- | ----------------------------- |
| 1 | «Episode 1» «Episodio 1» | Jonathan Entwistle                  | Charlie Covell | 24 de octubre de 2017         |
| James tiene 17 años y cree que es un psicópata , ya que una vez quemó intencionalmente su mano en una freidora y mató animales desde que tenía 8 años. En la escuela, se encuentra con Alyssa, una nueva compañera de escuela rebelde y decide que la matará después. Él se acerca a ella fingiendo interés romántico y los dos comienzan a salir. Cuando Alyssa le pide a James que haga cunnilingusen ella al día siguiente, él comienza a preparar su cuchillo y calcula cómo la matará. Cuando ella llega a su casa al día siguiente, ella deja escapar su deseo de irse de la ciudad con o sin él y le pregunta si está adentro, y quiere que él diga que sí. Resolviendo que podría matarla más tarde, acepta y roba el auto de su padre Phil y lo golpea en la cara, algo que siempre ha querido hacer. |                          |                                     |                |                               |
| 2 | «Episode 2» «Episodio 2» | Jonathan Entwistle                  | Charlie Covell | 24 de octubre de 2017         |
| Con su nueva libertad, Alyssa y James se ponen a jugar con la etiqueta láser pero terminan teniendo que comer y correren un restaurante después de darse cuenta de que han gastado todo su dinero. Después de estrellar su auto, hacen autostop en la camioneta de Martin, un hombre de mediana edad al que Alyssa no le toma amablemente. Cuando James va al baño cuando se detienen a comer, Martin lo sigue y le pregunta sobre su mano quemada, antes de olerla y ponerla en su entrepierna; James es sumiso, a pesar del disgusto hacia él. Alyssa ve esto y chantajea a Martin para que le dé su billetera. Después de reservar una habitación de hotel, Alyssa va al baño y llora, mientras James espera con su cuchillo junto a la puerta, vacilante. Él no intenta matarla. Alyssa llama a casa y su padrastro Tony responde. Él niega su solicitud de hablar con su madre, Gwen, lo que implica su dominio sobre su madre. Alyssa le pregunta a James si la quiere o simplemente la acepta; él responde que la quiere a ella. |                          |                                     |                |                               |
| 3 | «Episode 3» «Episodio 3» | Jonathan Entwistle                  | Charlie Covell | 24 de octubre de 2017         |
| Después de salir del hotel, Alyssa argumenta en contra de comprar boletos de tren a la casa de su padre, temerosa internamente de que él no la reconocerá ni la recibirá. El dúo irrumpe en la espaciosa y vacía casa del autor Clive Koch. Más tarde ese día, Alyssa intenta darle una mamada a James, pero se va, enojado, cuando una imagen de Koch lo detiene. En un paseo, Alyssa se encuentra con Topher y lo lleva a la casa, anunciando vengativamente a James que tendrá relaciones sexuales con Topher. Angustiado, mira alrededor de la casa y encuentra Polaroids y una videocámara con imágenes de las víctimas, revelando a Koch como un asesino en serie. Mientras tanto, Alyssa se vuelve desinteresada en Topher y se detiene antes del coito. Topher se va enojado. Mientras Alyssa está dormida, James trata de matarla, pero no puede porque sabe que se está enamorando de ella. Koch regresa a casa y se arma; James se esconde debajo de la cama. Cuando Koch le pregunta a Alyssa después de encontrarla, miente y dice que está sola. Koch se vuelve malévolo, intentando violarla. James lo apuñala en el cuello con un cuchillo, mata a Koch y salva a Alyssa. |                          |                                     |                |                               |
| 4 | «Episode 4» «Episodio 4» | Jonathan Entwistle                  | Charlie Covell | 24 de octubre de 2017         |
| Después de intentar sin éxito mover el cuerpo de Koch fuera de la habitación, James y Alyssa limpian meticulosamente la casa para eliminar la evidencia de su estancia. James muestra a Alyssa las polaroides y el metraje y resuelven dejar la evidencia. Cuando ella le pregunta sobre el cuchillo, él no responde. La madre de Koch, Flora, llega a la casa y descubre su cuerpo; ella destruye las Polaroids pero no las imágenes. La policía, dirigida por los agentes de detectives Eunice Noon y Teri Donoghue, investiga y luego cuestiona a Topher, donde revela la identidad y presencia de Alyssa y James en la casa. Decidieron presentar una solicitud de avistamientos o crímenes "que involucren a dos adolescentes" al poner a Alyssa y James en la lista de Personas Desaparecidas. A pesar de los intentos de James, Alyssa se vuelve desconfiada de James y lo abandona. Él comienza a darse cuenta de la creciente influencia de sus emociones. Pagando a un grupo de adolescentes para golpearlo, también se da cuenta de su creciente interés en ella. James decide denunciar un asesinato a la policía, al darse cuenta de que no es un psicópata. |                          |                                     |                |                               |
| 5 | «Episode 5» «Episodio 5» | Jonathan Entwistle & Lucy Tcherniak | Charlie Covell | 24 de octubre de 2017         |
| En la estación de policía, James cambia de opinión acerca de denunciar el asesinato de Koch y en su lugar describe el suicidio de su madre como el "asesinato" al que se refería. Su madre, Vanessa, se suicidó frente a él once años antes conduciendo su automóvil a un estanque. Al pensar en Alyssa, James sale de la estación de policía y regresa al café. Mientras tanto, Noon y Donoghue interrogan a Phil sobre James, y le informan sobre su automóvil. También confirma la inclusión de Alyssa. También interrogan a Tony, que es bastante despreocupado y absorto en sí mismo, antes de pasar a Gwen sobre Alyssa. Al mismo tiempo, Alyssa es atrapada por Emil, un oficial de seguridad mientras intenta robar ropa interior limpia, pero finalmente la sueltan. Ella regresa al café y encuentra a James esperando. Aunque sin dinero, ambos se reconcilian y deciden ir a Leslie. Mientras tanto, la policía descubre el cuchillo de James. |                          |                                     |                |                               |
| 6 | «Episode 6» «Episodio 6» | Lucy Tcherniak                      | Charlie Covell | 24 de octubre de 2017         |
| James conecta un automóvil y el dúo comienza a dirigirse a la casa del padre de Alyssa. Se detienen en una gasolinera después de quedarse sin gasolina. Cuando Jocelyn, la empleada de la gasolinera, comienza a sospechar que robaron el automóvil y no tienen dinero, James simula llevar un arma para encerrarla en el baño con la ayuda del compañero de trabajo de Jocelyn, Frodo. Sin embargo, cuando quiere unirse, esperan hasta que se distrae para correr. Noon y Donaghue preguntan a Flora otra vez sobre Clive, esta vez con acusaciones de agresión sexual desde hace años en su contra. Ella rechaza las acusaciones como mentiras e insiste en que ambos se vayan. En su camino a Leslie, Alyssa llama a Gwen y le dice que nunca volverá a casa. En la estación de policía, Flora le da a Noon la videocámara, teniendo un cambio de opinión. Cuando Noon plantea potenciales como autodefensa en lugar de asesinato, Donoghue dice que pueden obtener un homicidio por homicidio . James y Alyssa finalmente llegan a la casa móvil Leslie. |                          |                                     |                |                               |
| 7 | «Episode 7» «Episodio 7» | Lucy Tcherniak                      | Charlie Covell | 24 de octubre de 2017         |
| Leslie se revela que es un alcohólico y un fumador, así como una persona no conforme a sí mismo. Mientras practican el lanzamiento de cuchillos a las estructuras de madera en una playa cercana a la casa, tanto Leslie como James se sienten atraídos por la cerveza . Mientras tanto, mientras tanto, Tony, Gwen y Phil son vistos en las imágenes de CCTV en la estación de policía y se emocionan emocionalmente. Tanto Donoghue como Noon planean que la policía espere en la antigua residencia de Leslie, asumiendo que los dos no han llegado. Cuando se trata de la luz, Leslie es un traficante de drogasJames se preocupa por la seguridad de su hogar a pesar de las drogas de origen orgánico y la pequeña comunidad no amenazante. En el camino a la antigua residencia de Leslie, queda claro que la moralidad y obstinación respetuosas de la ley de Donoghue chocan contra la moral abierta y comprensiva de Noon. Mientras tanto, James miente y dice que Leslie está bien con Alyssa y ambos se acercan a un bar cercano y mientras Alyssa y Leslie se conectan durante un baile, James admite sentirse lejos y simplemente se mantiene alejado. En la residencia anterior de Leslie, Debbie declina ver al dúo o conocer la ubicación de Leslie a Noon y Donoghue. Ella va al bar para exigir apoyo para su hijo ilegítimo, Milton. Cuando Alyssa lo interrogó, Leslie los abandona para que regresen a su hogar, hiriendo gravemente a un perro en el proceso. Aunque ha matado animales, James no puede sacrificarlo con una piedra. Alyssa lo hace en cambio, abrazándolo después. Habiendo sido informado de la vigilancia alrededor de la casa de Debbie, Noon rechaza una habitación con Donoghue en un hotel. Amarga, Debbie se revela a la ubicación del mediodía Leslie, más tarde, y ella conduce sola. Leslie ve a Alyssa y James en la televisión. |                          |                                     |                |                               |
| 8 | «Episode 8» «Episodio 8» | Lucy Tcherniak                      | Charlie Covell | 24 de octubre de 2017         |
| En la playa, en algún momento después del episodio anterior, tanto Alyssa como James entierran al perro, luego lo besan apasionada y sinceramente. Cuando James trata de ir más allá, se detiene cuando recuerda a Koch y ambos duermen en la playa. Esa misma noche, la encuesta de Noon es la casa móvil mientras Leslie está dormida. Al amanecer, James escucha las quejas de Alyssa sobre Leslie y él revela el suicidio de su madre, tratando de relacionarse con ella. Rumiando sobre su situación actual después de un tiempo, deciden tomar un barco propiedad de Leslie y abandonar el país. Mientras tanto, Noon, en su automóvil, considera el asunto mientras Donoghue se dirige a la caravana. Cuando Alyssa y James le piden a Leslie las llaves, él revela su conocimiento de ellas y llama secretamente al 911, en un intento de diseñar su confesión. James deduce esto y se confiesa a sí mismo, tratando de mantener a Alyssa a salvo, apuntando con la pistola de chispa contra Leslie mientras Alyssa apuñala a Leslie en la pierna con un cuchillo; Al mediodía, escuchando, llega a la escena. Con Noon tratando de convencer a ambos para que sean arrestados voluntariamente por homicidioy Leslie tratando de convencer a Alyssa de permitir que James sea arrestado en su lugar para protegerla, luego revela que quería que lo dejaran fuera de su vida y las tarjetas de cumpleaños fueron enviadas por Gwen, en realidad. La situación le permite a Alyssa ir con la solución de Noon, por lo que Alyssa le preguntó si iba a ir con la idea de Noon si James y ella todavía estuvieran juntos, cuando Noon dice que eso sería poco probable, Alyssa la golpea con la pistola y Leslie le da el barco llaves. Luego, saca el cuchillo y supuestamente muere por exsanguinación. Sin tiempo y con la policía acercándose, James decide que no la encerrarán porque ella no hizo nada, así que tratando de mantener a Alyssa a salvo la derriba con la pistola y corre por la playa, atando el tiro en Al principio, sabiendo que quiere mantener a Alyssa a salvo, cruza la playa, ignorando las llamadas de Alyssa para detenerse, y un disparo se oye. |                          |                                     |                |                               |

### Temporada 2
| N.º | Título                   | Dirigido por     | Escrito por    | Fecha de lanzamiento original |
| --- | ------------------------ | ---------------- | -------------- | ----------------------------- |
| 9   | «Episode 1» «Episodio 1» | Lucy Forbes      | Charlie Covell | 4 de noviembre de 2019        |
| 10  | «Episode 2» «Episodio 2» | Lucy Forbes      | Charlie Covell | 4 de noviembre de 2019        |
| 11  | «Episode 3» «Episodio 3» | Lucy Forbes      | Charlie Covell | 4 de noviembre de 2019        |
| 12  | «Episode 4» «Episodio 4» | Lucy Forbes      | Charlie Covell | 4 de noviembre de 2019        |
| 13  | «Episode 5» «Episodio 5» | Destiny Ekaragha | Charlie Covell | 4 de noviembre de 2019        |
| 14  | «Episode 6» «Episodio 6» | Destiny Ekaragha | Charlie Covell | 4 de noviembre de 2019        |
| 15  | «Episode 7» «Episodio 7» | Destiny Ekaragha | Charlie Covell | 4 de noviembre de 2019        |
| 16  | «Episode 8» «Episodio 8» | Destiny Ekaragha | Charlie Covell | 4 de noviembre de 2019        |

## Recepción

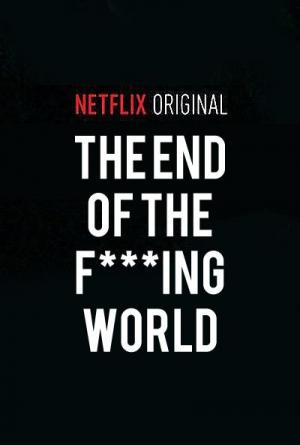
Póster promocional

Actualmente, la serie tiene una calificación del 98 % en Rotten Tomatoes con base a 49 reseñas críticas y una aceptación promedio de 90 % por parte de la audiencia. En Metacritic se le asignó un puntaje de 81 sobre 100, basado en 12 reseñas críticas y una nota de 9.1 por parte de la audiencia.
John Lynch de Businness Insider escribió en enero del 2018 que la crítica estaba enamorada del nuevo show de Netflix y que incluso su director ejecutivo la llamó la serie original más atractiva y adictiva en un largo tiempo. Daniel Fienberg de The Hollywood Reporter alabó la escritura de la serie, personajes, y banda sonora, así como también elogió las actuaciones de Alex Lawther y Jessica Barden, llamando a la serie una «joya de la comedia negra de ocho episodios de importación británica». Kelly Lawler de USA Today calificó a la serie de «extravagante diversión», también elogiando las actuaciones de Lawther y Barden, así como también el concepto surreal y ejecución de la serie.